# Houat
Cet article possède un paronyme, voir Houet.
Pour les articles ayant des titres homophones, voir Ouate et Watt.
Pour un article plus général, voir Île-d'Houat.
Houat (/wat/ ; en breton : Enez Houad) est une île française située dans l'océan Atlantique (golfe de Gascogne), au sud de la région Bretagne dans le département du Morbihan, située à 10 km au sud-est de la pointe du Conguel, sur la presqu'île de Quiberon, et sensiblement à la même latitude que le port de La Turballe.
Administrativement, elle constitue une commune nommée Île-d'Houat, et fait partie avec Hœdic du canton de Quiberon. Elle est membre de l'association des îles du Ponant.

## Description
Située au cœur de Mor braz, l'île mesure 3,3 km de long et 1,5 km au plus large. C'est un plateau granitique s'adoucissant en une grande plage bordée de dunes à l'Est (plage du Gouret). L'extrémité nord de cette plage est constituée par la pointe d'En Tal, qui, curiosité rare, est, en même temps, une plage convexe. 

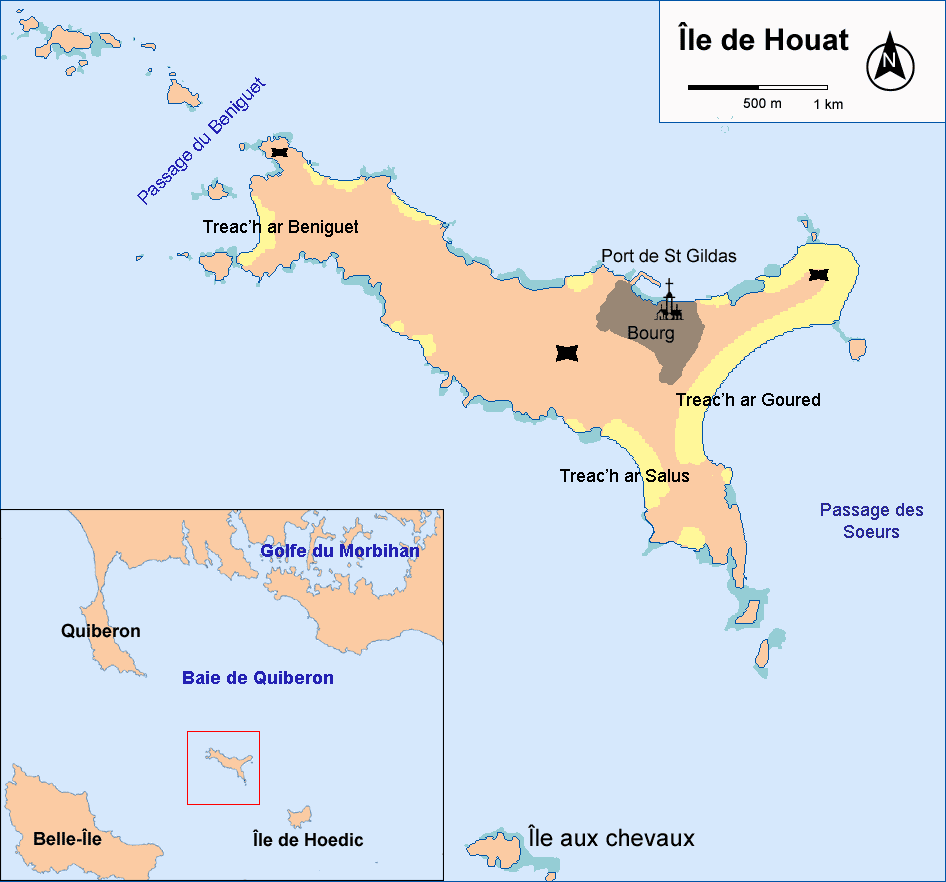
Carte de l'île de Houat.

On distingue nettement deux espaces : les deux tiers ouest et le tiers est. 

### Deux tiers ouest
Les deux tiers ouest sont un ultime vestige perdu en mer des crêtes, autrefois élevées, du Massif armoricain. Houat fait partie de sa partie Sud, qui s'étire des montagnes Noires (Finistère) au Sillon de Bretagne (Loire-Atlantique), et passe par les Landes de Lanvaux (Morbihan). La côte y est particulièrement déchirée, en particulier au Sud, résultat des assauts perpétuels de l'océan. De minuscules criques (Porzh Plouz, Porzh Poudell, etc.) se nichent dans les anfractuosités de la roche qui dresse les remparts, parfois vingt mètres au-dessus. La côte Nord à la même disposition, cependant moins haute. La pointe de Beg-Er-Vilaine offre un panorama intéressant, à la fois sur la baie de Quiberon et sur le littoral Nord de l'île. Seule exception : la plage du Béniguet, à l'extrémité ouest, qui ouvre ses dunes vers Quiberon et le grand large. Au sommet de ces falaises souvent abruptes, le plateau (qui atteint 28 mètres à l'ouest du bourg) présente ses étendues inhabitées et sans arbres. On y a pratiqué l'élevage jusque dans les années 1960 ; aujourd'hui, les pâtures ont fait place aux broussailles (ajoncs, fougères, ronce, etc.) ;

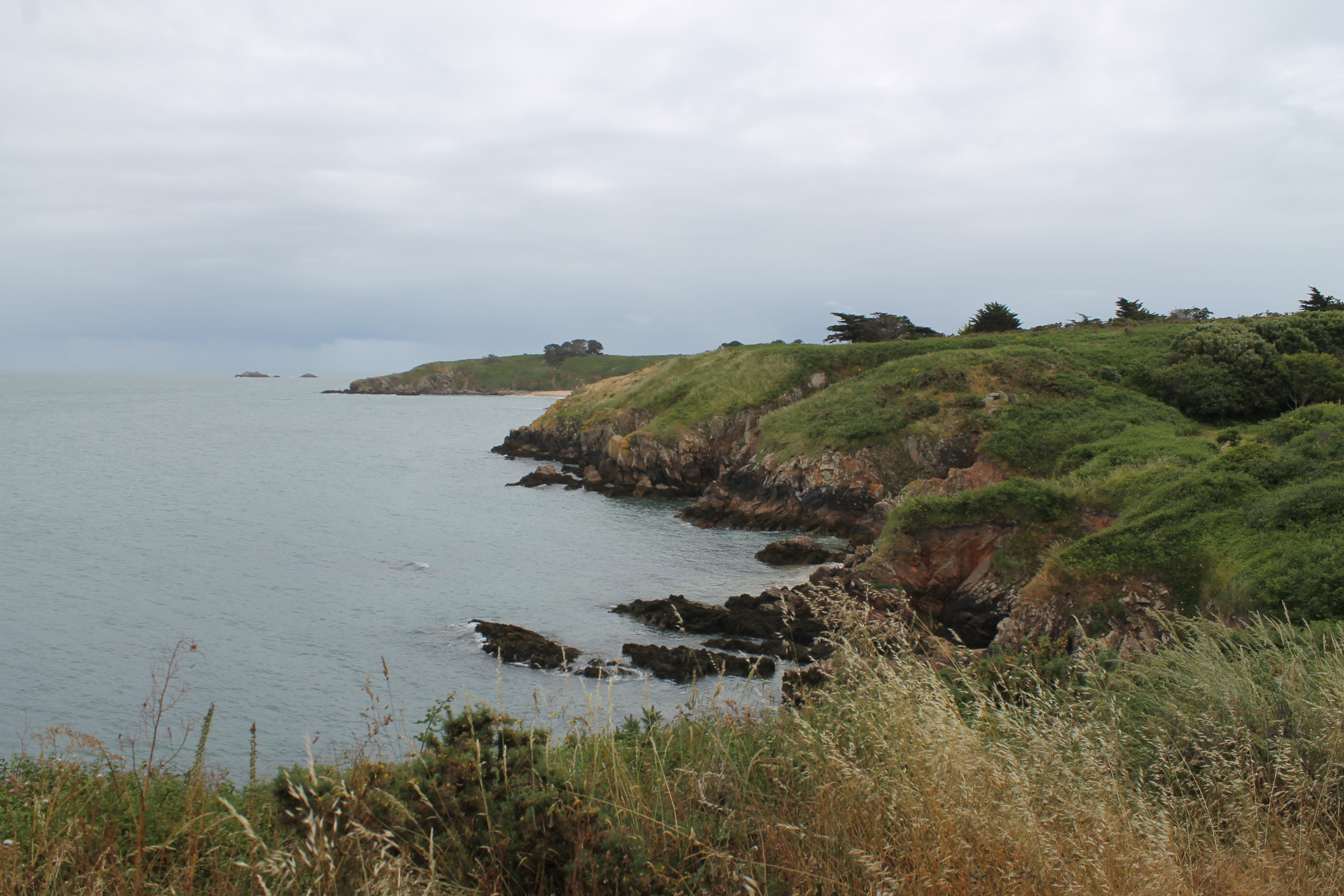
Vue de la côte Nord-Ouest.
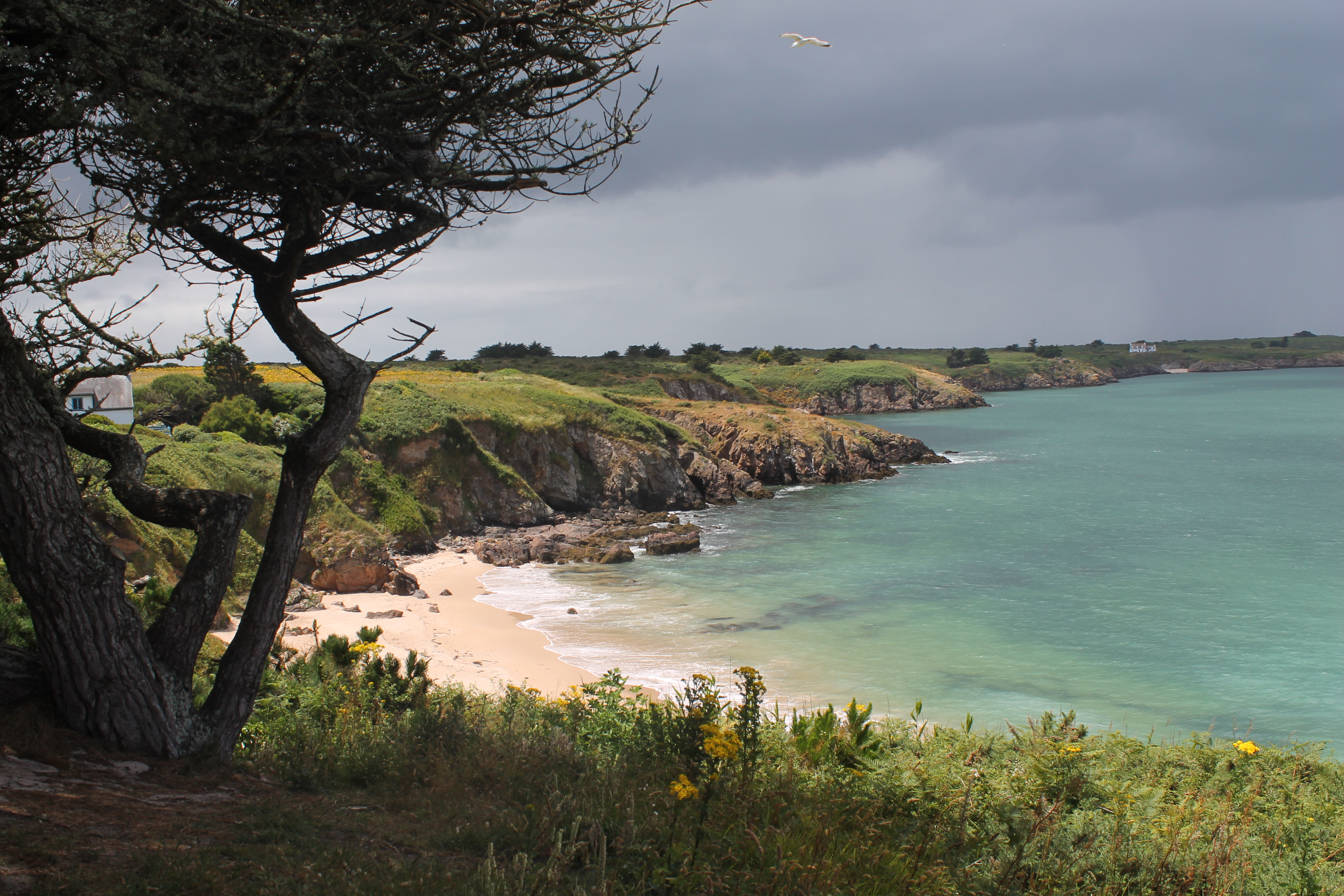
Vue de la côte Nord-Ouest avec une plage.

### Tiers est
Le tiers est est constitué d'un affaissement de la partie précédente. On y rencontre davantage de schistes. Le littoral est surtout sableux (plages du Gouret et du Salus), bien que ponctué de pointes rocheuses (pointe Sud, îlot d'Er Yoc'h, relié à la pointe d'En Tal par un isthme submersible). La pointe d'En Tal est l'une des rares plages convexes de Bretagne. On y trouve la seule « vallée » de l'île, en bas du bourg, où un ruisseau éphémère (conditionné par les précipitations) alimentait autrefois les lavoirs. C'est sans doute la partie la plus pittoresque de l'île.

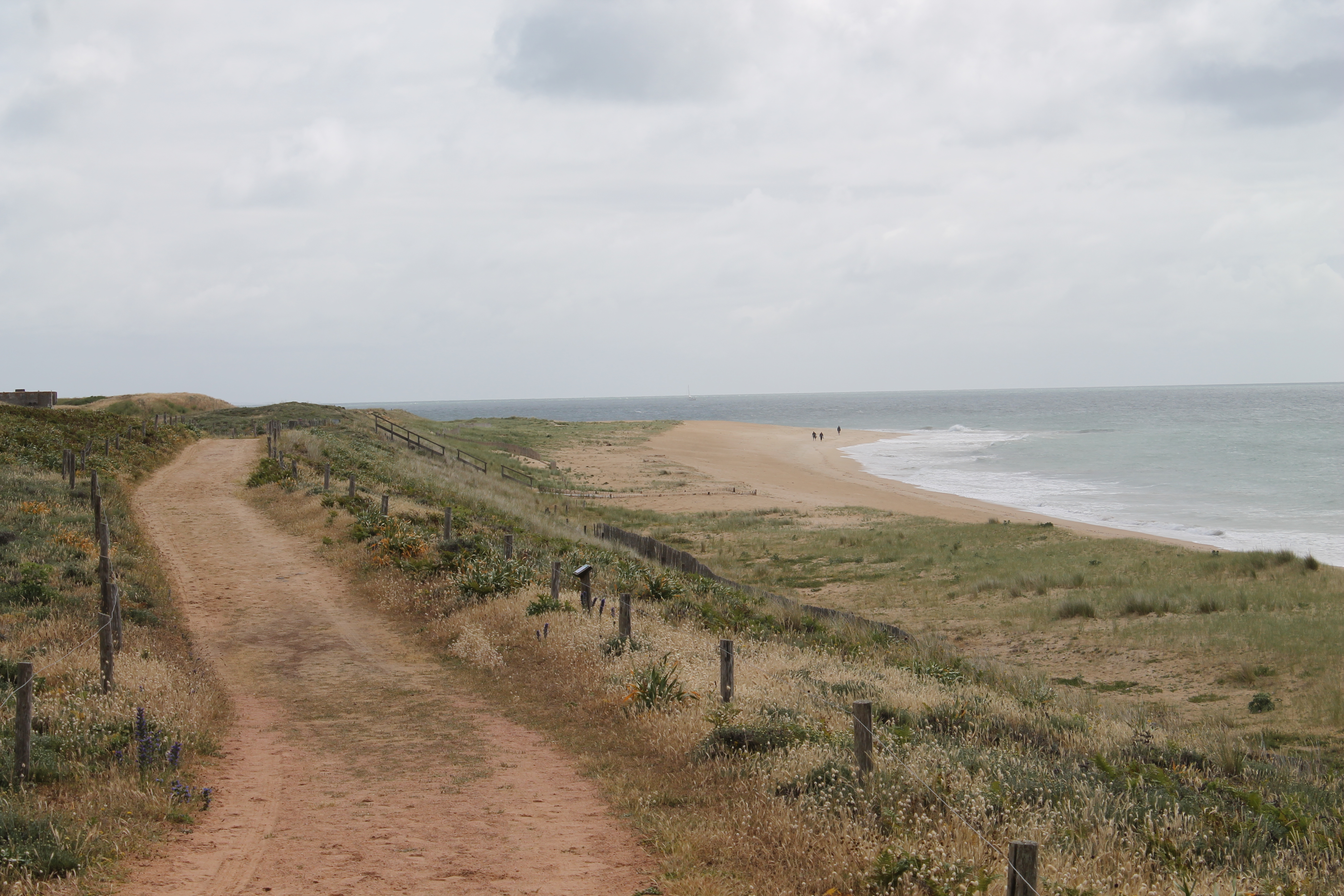
Vue de la plage du Gouret, sur la côte Est.
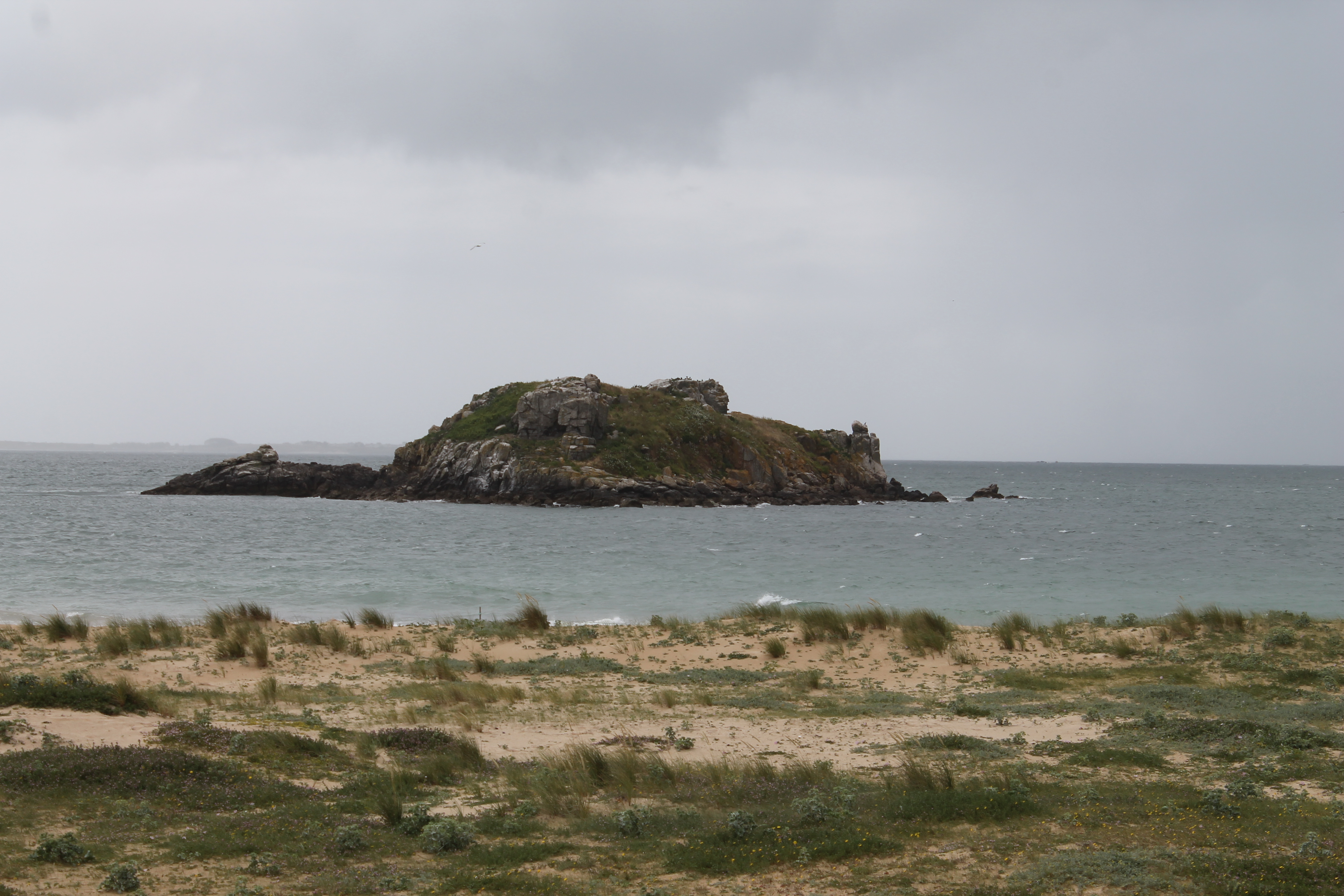
Er Yoc'h, vue de la plage du Gouret.
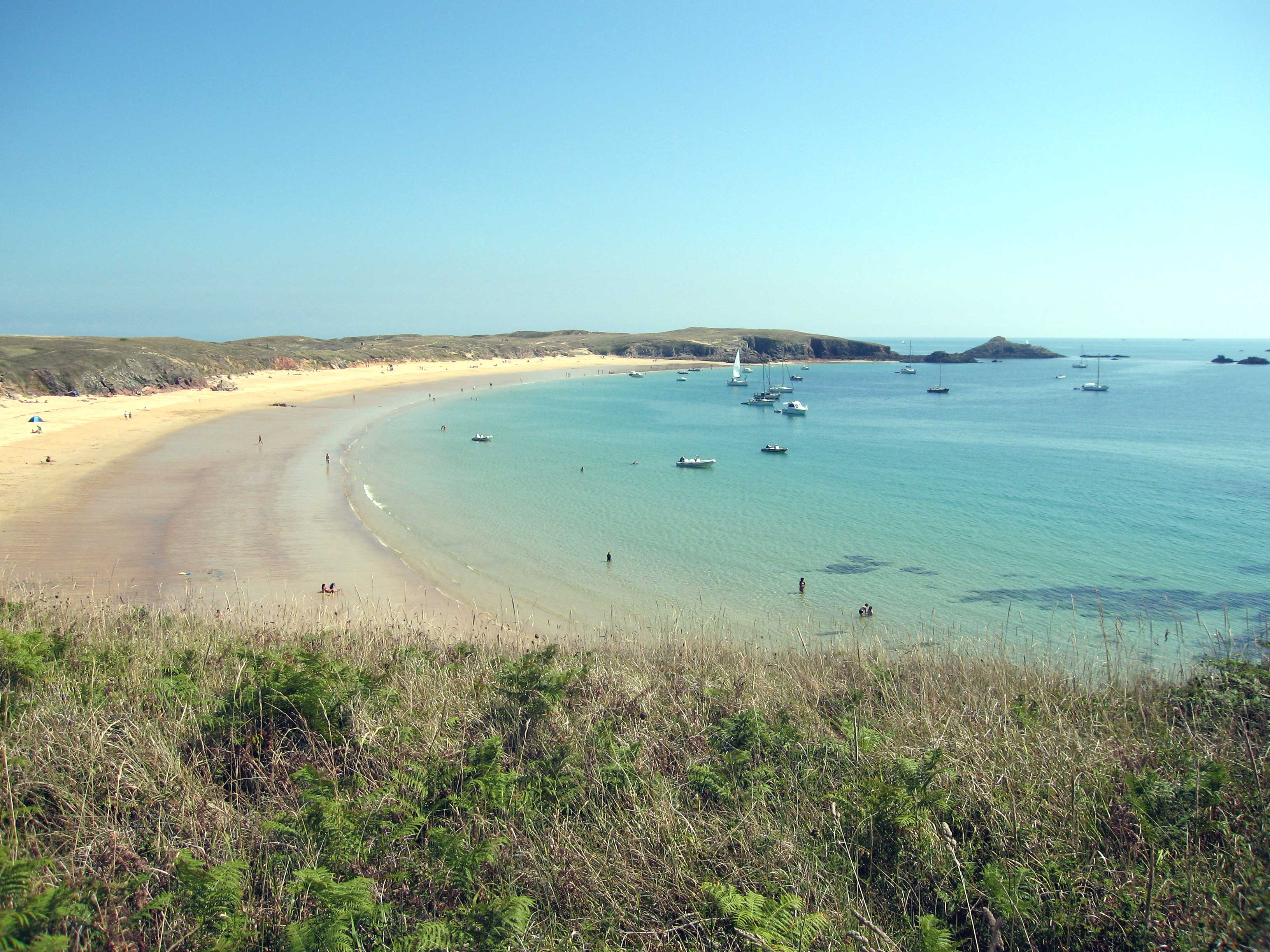
Vue de la plage du Salus, sur la côte Sud-Est.

## Commune de Île-d'Houat

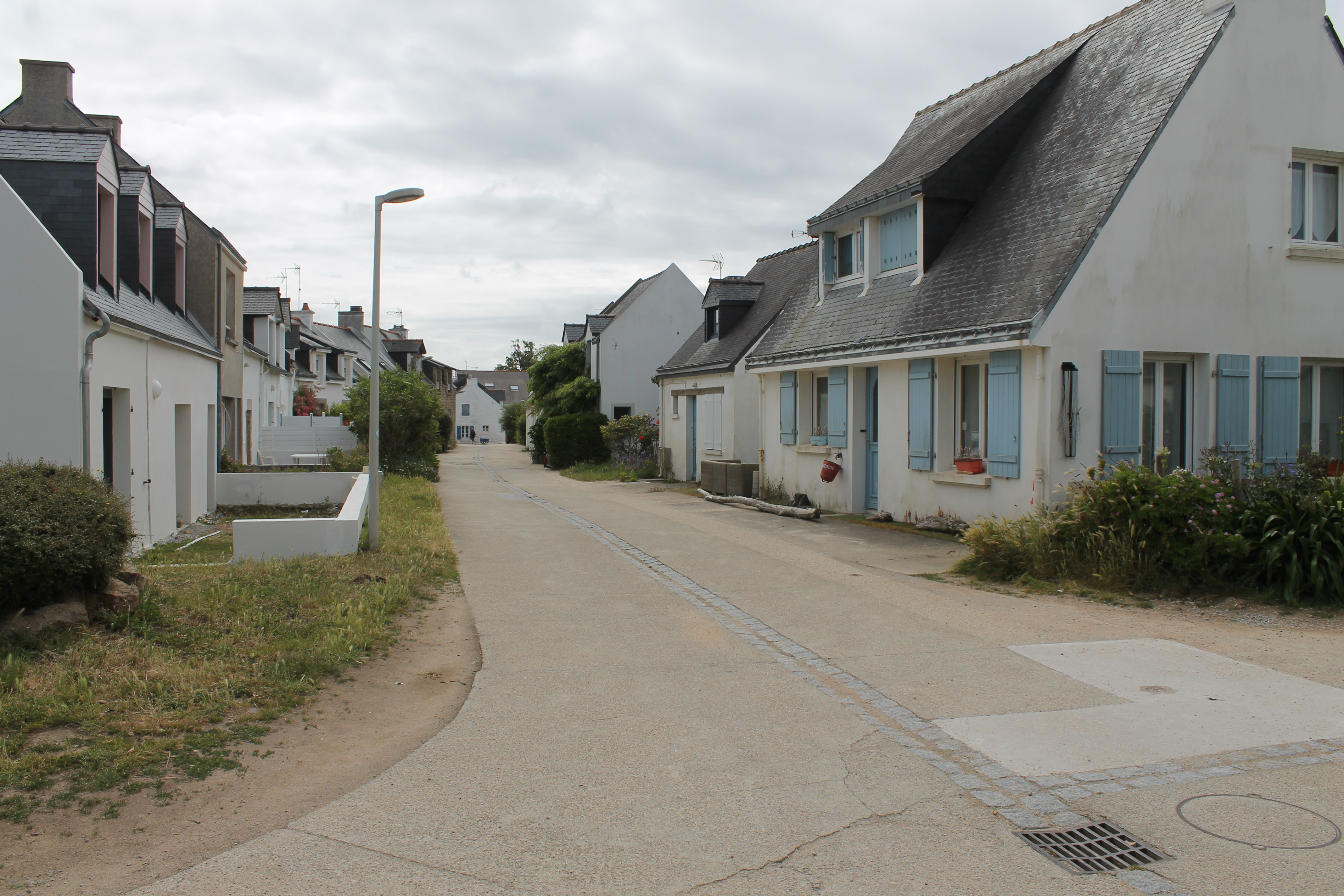
Rue du bourg d'Île-d'Houat.

Île-d'Houat est le nom de la commune ce situant sur l'île de Houat. Situé principalement au centre Nord-Est de l'île, sa population est de 216 habitants.

## L'archipel Houat-Hœdic

Carte géologique simplifiée du Massif armoricain. Houat et Hœdic sont installés sur les vestiges d'une croupe granitique, de direction NW - SE, s'étirant de la baie d'Audierne à l'embouchure de la Loire (massif granitique de Pont-l'Abbé, « granite de Ploemeur », granite de Quiberon, de Guérande-Le Croisic, chapelet d'îles : archipel des Glénan, archipel Houat-Hœdic, Dumet, Noirmoutier).

L'archipel Houat-Hœdic forme une unité biogéographique au niveau floristique et faunistique (oiseaux marins
nicheurs). « Peu construites, exemptes d’agriculture — hormis un élevage extensif à Hoedic et les potagers individuels — et de circulation automobile, les deux îles sont des espaces relativement préservés. Elles hébergent une grande richesse floristique. Une partie de Houat (la bande côtière à l’est de l’île) et d’Hoedic (une partie du sud de l’île) sont des propriétés du Conservatoire du littoral ».
Site d'intérêt botanique exceptionnel couvrant 17 797 ha, l'archipel est classé en zone Natura 2000 depuis 2004 et constitue une aire marine protégée.

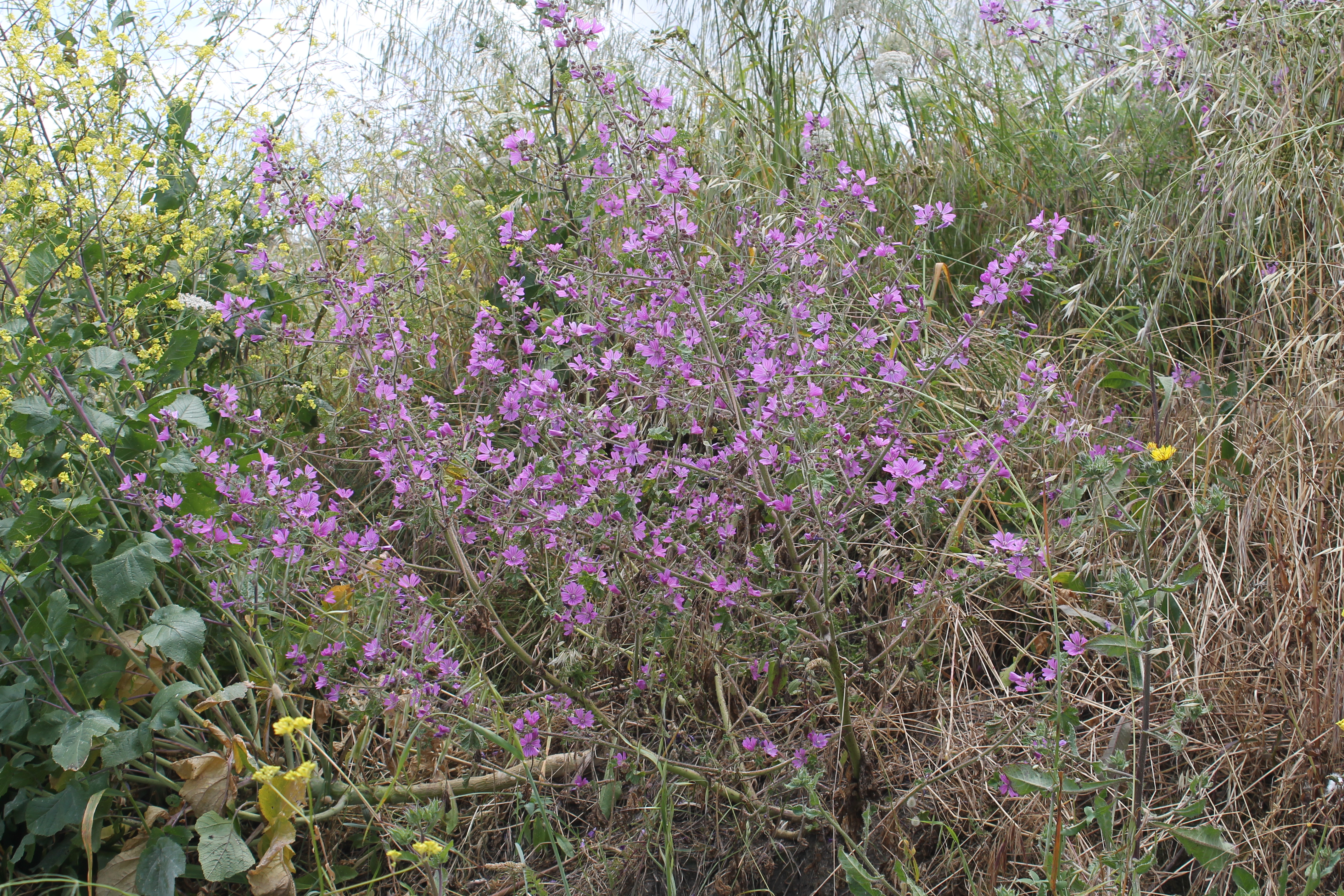
Grande Mauve sur l'île de Houat.